# Bill May
Bill May (* 17. ledna 1979) je reprezentant Spojených států amerických v synchronizovaném plavání. Patří k prvním mužům v tomto tradičně ženském sportu.
Startoval na Hrách dobré vůle v roce 1998, kde získal v soutěži smíšených dvojic s partnerkou Kristinou Lum stříbrnou medaili. Účast na Panamerických hrách ani na Olympijských hrách nebyla Mayovi dovolena, ale mohl startovat na soutěžích, které pořádá Mezinárodní plavecká federace. Vystupoval také v Cirque du Soleil.
Vrátil se k závodění poté, co byla soutěž smíšených dvojic zařazena poprvé na program mistrovství světa v plavání 2015 a May s Lumovou zvítězili v technickém programu a byli druzí ve volném programu. Na mistrovství světa v plavání 2017 byla jeho partnerkou Kanako Kitao a získali dvě bronzové medaile.